# Investigation Discovery
Investigation Discovery este un canal de televiziune american tematic ce difuzează programe cu anchete și investigații criminaliste. Este deținut de Warner Bros. Discovery.

## Seriale
- Investigații neterminate
- Monstrul American
- Orașul crimei
- Reginele frumuseții ucise
- Trădare
- Rude de sânge
- Impactul crimei

Sigla folosită în perioada 2017–2020

- Criminalul de lângă mine - În umbră
- Brittany Murphy: O investigație ID
- Mama dispărută: Investigațiile ID
- Persoane dispărute
- În casa victimei
- Crime în grup
- Crime în comunitate
- Mistere nerezolvate
- Crime înregistrate
- Secretele celor care nu mai sunt
- Minciuni încâlcite
- Când dragostea ucide
- Crima perfectă
- Un oraș criminal
- Apeluri Criminale
- Cazuri de Crimă în Sud
- Căsătoriți și cu Sercete
- Coșmarul din Vecini
- Crime Aproape Perfecte
- Crime cu Miză Mare
- Criminal Necunoscut
- Dreptate în Texas
- Familii Criminale
- Indicii Esențiale
- În Căutarea Dreptății
- Monstrul American
- Persoane Dispărute
- Ultimul Rămas-bun
- Un Oraș Criminal